# Olenecamptus patrizii
Olenecamptus patrizii es una especie de escarabajo longicornio del género Olenecamptus, categorizada en la tribu Dorcaschematini, de la subfamilia Lamiinae. Fue descrita por Aurivillius en 1928.

## Descripción
Mide 12,5-13,5 mm de longitud.

## Distribución
Se distribuye por Kenia y Somalia.